# Juegos mayumeos
Los juegos mayumeos eran antiguas celebraciones que se celebraban en algunos pueblos de la costa de Palestina. 
Estos juegos consistían en una especie de naumaquia que los magistrados arreglaban para que se practicara el espectáculo en ciertos y determinados días. Los griegos adoptaron estos juegos que degeneraron en fiestas licenciosas que posteriormente, fueron prohibidas por los emperadores cristianos, aunque no consiguieron su completa abolición. 
Los mayumeos se celebraban en Roma en honor de Maya y Flora. Tenían lugar el 1º de Mayo y se desarrollaban por espacio de siete días durante los cuales se desplegaba gran aparato y magnificencia. 